# Innogenetics
Innogenetics is een Belgisch biofarmaceutisch bedrijf, gevestigd in Zwijnaarde (Gent). Het werd in 1985 opgericht door Rudi Mariën, Hugo Van Heuverswyn en Erik Tambuyzer. Sedert september 2007 is Christiaan De Wilde CEO van het bedrijf. Het is een internationaal bedrijf met vestigingen in de Verenigde Staten, Duitsland, Frankrijk, Italië, Spanje en Brazilië.

## Overnames
In september 2008 nam Solvay Pharma het bedrijf over voor 200 miljoen euro. Innogenetics verkeerde toen in moeilijkheden vanwege haar verlieslatende therapeutica-afdeling. Solvay verkocht in september 2009 haar gehele farmadivisie aan het Amerikaanse Abbott. Dat moest van de Europese Commissie een productlijn van Innogenetics verkopen omwille van een quasi-monopoliepositie. Maar Abbott besloot om het gehele bedrijf te verkopen. Overigens waren Innogenetics en Abbott in 2007 verwikkeld geraakt in een rechtszaak met betrekking tot de mogelijke schending van de octrooirechten van Innogenetics door Abbott. Innogenetics werd dan in 2010 overgenomen door het Japanse Fujirebio. Fujirebio betaalde 86,4 miljoen euro voor de transactie.

## Economische info
Het bedrijf heeft een omzet van  € 71,1 miljoen, en maakt winst in zijn diagnostica-onderdeel, maar verlies in zijn therapeutica-poot. Er werken 463 mensen, vooral hooggeschoolden, voor dit bedrijf.